# المثلث (إسرائيل)
المُثلّث (بالعبرية: המשולש) هي منطقة جُغرافيّة تقع شماليّ إسرائيل، عُرفت زمن الإنتداب البريطاني بمُثلّث المُدن الكُبرى جنين ونابلس وطولكرم، ثُمّ عُرفت كذلك بعد قيام دولة إسرائيل بتجمُّع لمُدن وقُرى عربيّة يحدها من الشّمالِ مرج بن عامر وجبل الكرمل، ومن الشرق الضفة الغربية، أمّا من الجنوب فتحدها المُدن اللد والرملة ويافا، ومن الغرب يُحدها مُدنِ ساحل البحر الأبيض المتوسط.
ينقسم المثلث إلى المثلث الشمالي (حول كفر قرع، وعرعرة، وباقة الغربية وأم الفحم) والمثلث الجنوبي (حول قلنسوة، والطيبة، وكفر قاسم، والطيرة، وكفر برا، وجلجولية). تُعد كل من أم الفحم والطيبة المراكز الاجتماعية والثقافيَّة والاقتصادية للسكان العرب في المنطقة. منطقة المُثلث هي معقل للحركة الإسلامية في إسرائيل، ورائد صلاح، القائد الحالي للفصيل الشمالي للحركة، هو رئيس بلدية سابق لأم الفحم.
تعتبر منطقة المُثلث منطقة ذات أغلبية مُسلمة سُنيّة. وضمت منطقة المُثلث منذ أواخر القرن الثامن عشر حتى الانتداب البريطاني على فلسطين، على عائلات أو أفراد من المسيحيُّون والّذين جاءوا من شرقيِّ الأُردن وتحديدًا من السّلط ومنطقة الحصن، وسكنوا في أم الفحم وقُراها وفي الطيرة وكفر قرع. وأخذ المسيحيُّون خلال الانتداب يرحلون من منطقة المُثلث بعد أن أُفتتحت الأعمال في حيفا والناصرة.

## التجمّعات السُّكّانيّة
تضمُّ منطقة المُثلّث سبع مُدن عربيّة واثنان وعُشرون قرية عربيّة والعديد من البلدات اليهوديّة، وهي:

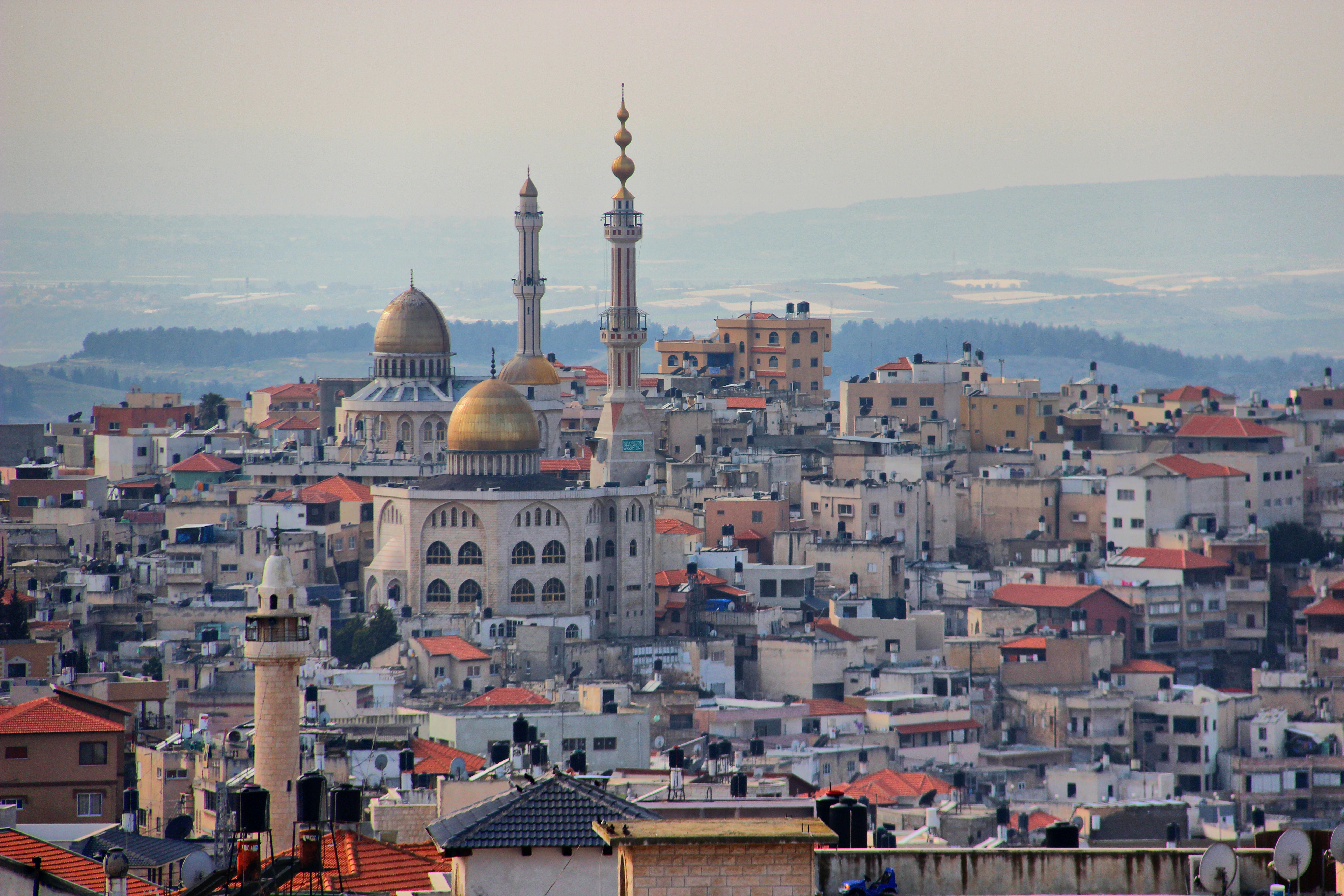
مدينة أُمّ الفحم، كُبرى مُدن المُثلّث الشّمالي.

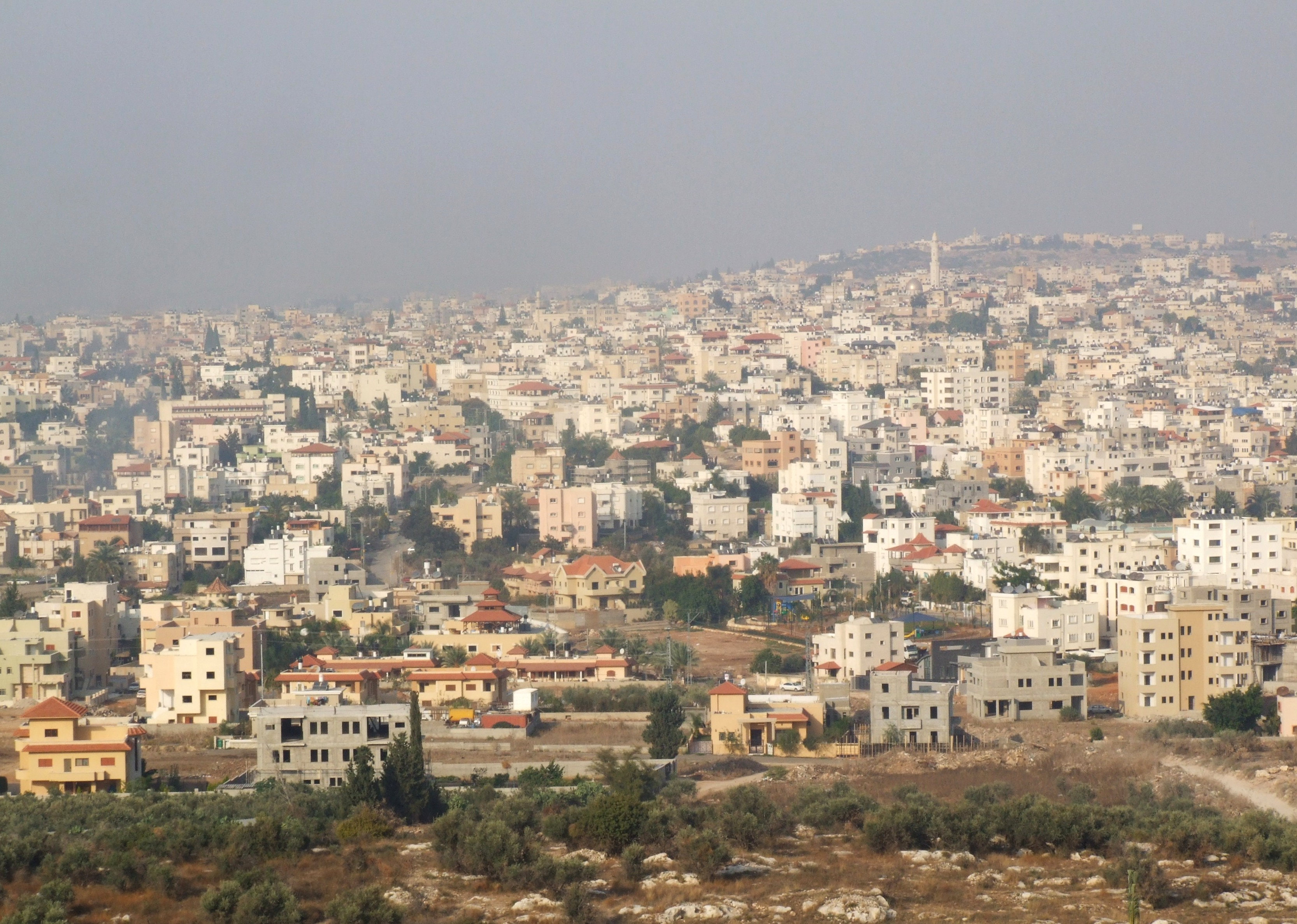
مدينة الطيبة، كُبری مدُن المُثلّث الجّنوبي.

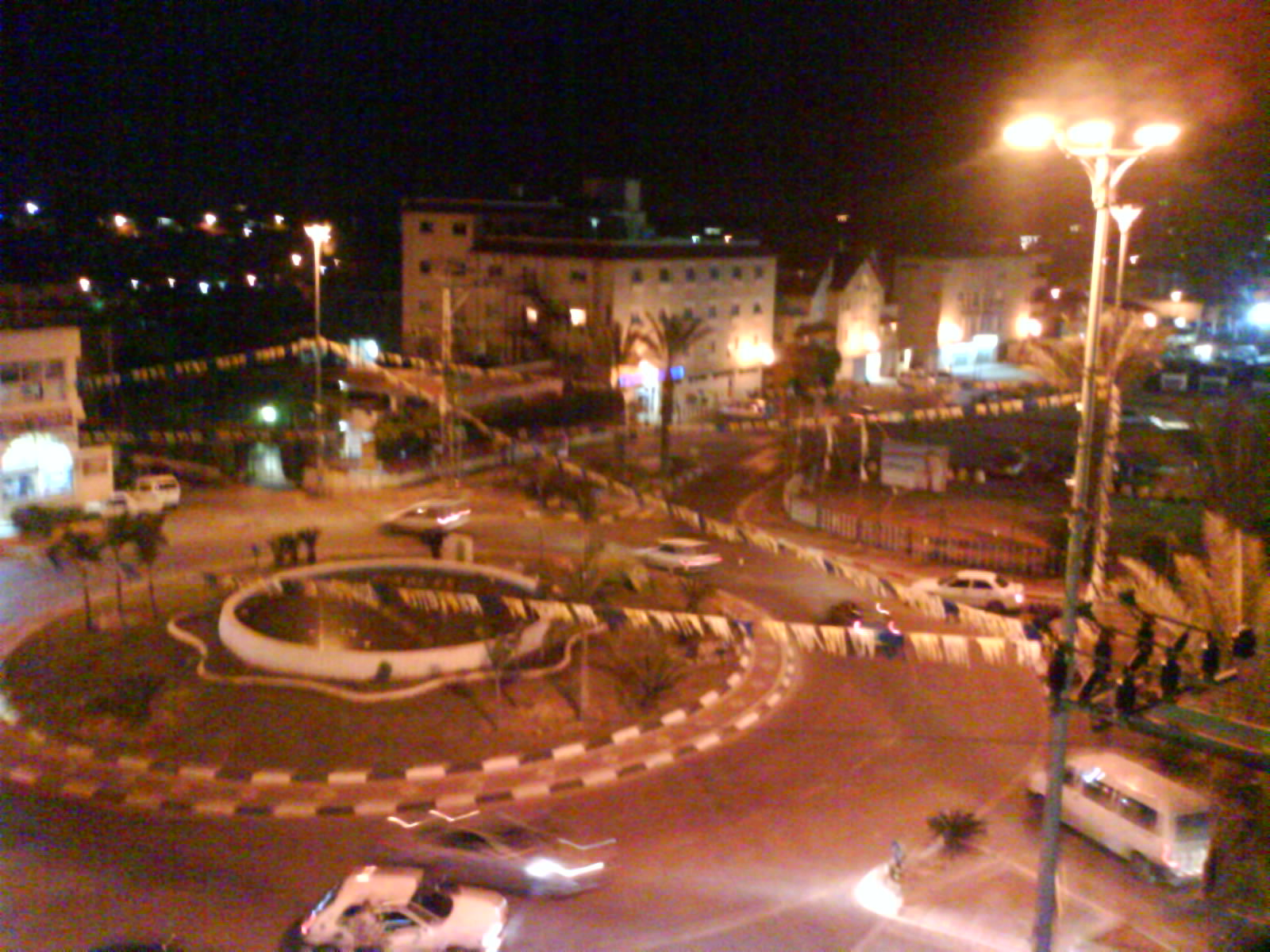
مدينة الطيرة، من كُبری مدُن المُثلّث الجّنوبي.

| المُدن العربيّة                                                             | القُرى العربيّة | البلدات اليهودية                  |
| ------------------------------------------------------------------------- | --- | --------------------------------- |
| - أُمّ الفحم - الطيبة - الطيرة - قلنسوة - كُفر قاسم - باقة الغربيّة - كُفر قرع | - جت - برطعة - أُمّ القطف - عارة - عرعرة - عين السهلة - العريان - خُور صقر - وادي القصب - مُعاوية - مُصمُص - مشيرفة - البيّاضة - زلفة - سالم - ميسرة - جلجولية - كُفر برا - المرجة - بئر السكّة - إبثان - يمّة | - كتسير - حريش - مي عامي وغيرها.. |

## السياسة الإسرائيليّة
تُعدُّ منطقة المُثلّث مصدر قلق ديموغرافي لدولةِ إسرائيل، إذ يسكنها قُرابة رُبع مليون مُواطن عربي، ما يُشكّلون نسبة 20% من عرب 48، لذلك تتداول الأوساط الإسرائيليّة مجموعة حُلول للتخلّص من هذا العبء الجُغرافي. فقد توالت الدعوات داخل إسرائيل للتخلص من هذا المُثلّث بتسليمهِ للسُلطةِ الوطنيّة الفلسطينيّة ضمن تبادل الأراضي مُقابل بقاء المُستوطنات بالضفّةِ الغربيّة، أو ترحيل سُكّانه بالتوازي مع توسيع الإستيطان فيهِ على حسابِ القُرى والمُدن الفلسطينيّة.
فقد توالت الدعوات داخل الكنيست بأكثرِ من مُناسبة بضمِّ منطقة المُثلّث إلى الضّفّةِ الغربيّة مُقابل احتفاظ إسرائيل بجميعِ الكُتل الإستيطانيّة بالضّفّةِ الغربيّة، إلّا أنّ السُلطة الفلسطينيّة رفضت ذلك كما هو حال عرب 48.
في أواخرِ مارس/ آذار عام 2008م أجرت قناة الكنيست إستطلاعًا للرأي أفاد أنّ 19% من اليهود يُؤيّدون ترحيل الّذين يقطنون بمنطقةِ المُثلّث فقط، في حينِ أظهرت إستطلاعات أُخرى أنّ أكثر من نصفِ اليهود يُؤيّدون تبادلاً جُغرافيًّا في إطارِ الحلِّ النّهائيّ، مُقابل رفض غالبيّة العرب.

## أُنظر أيضًا
- الجليل الأعلى.
- الجليل الأسفل.
- السهل الساحلي الشمالي.
- السهل الساحلي الجنوبي.